# 1996年の台風
1996年の台風（1996ねんのたいふう、太平洋北西部で発生した熱帯低気圧）のデータ。台風の発生数は26個と平年並みであった。

## 月別の台風発生数
| 1月 | 2月 | 3月 | 4月 | 5月 | 6月 | 7月 | 8月 | 9月 | 10月 | 11月 | 12月 | 年間 |
| --- | --- | --- | --- | --- | --- | --- | --- | --- | ---- | ---- | ---- | ---- |
|     | 1   |     | 1   | 2   |     | 5   | 6   | 6   | 2    | 2    | 1    | 26   |

## 「台風」に分類されている熱帯低気圧

### 台風1号（01W）
199601・アシアン
2月23日に発生した低圧部が27日にパラオ近海で熱帯低気圧に発達。
気象庁は、2月29日9時にフィリピン近海（北緯9.1度、東経127.5度）に位置していた熱帯低気圧が台風1号になったとしたが、3月1日9時にフィリピン上空（北緯11.1度、東経123.4度）で熱帯低気圧に降格した。

### 台風2号（アン）
199602・02W・ビリン
3月30日に発生した低圧部が4月5日にグアムの南で熱帯低気圧に発達。
気象庁は6日3時にフィリピンの東（北緯10.2度、東経130.5度）で台風2号になったが、ほぼ発達することなく8日9時にフィリピン上空（北緯12.2度、東経123.2度）で熱帯低気圧に降格した。

### 台風3号（バート）
199603・04W・コンシン
5月9日にフィリピンの東で発生した熱帯低気圧は、発達して10日15時にパラオ近海（北緯9.5度、東経137.6度）で中心気圧1002hPaの台風3号となった。
台風は徐々に発達していき、一時は中心気圧930hPa、最大風速50m/sの非常に強い勢力にまで発達したが、北緯18度を超えると徐々に衰弱していった。

台風はその後も衰弱し、19日9時に日本の南東（北緯28.8度、東経144.6度）で温帯低気圧になった。

### 台風4号（キャム）
199604・05W・ディタン
5月18日に南シナ海で発生した熱帯低気圧は、20日21時に同海域（北緯17.8度、東経115.9度）で台風4号になった。

台風は東進し、24日3時に沖縄の南（北緯23.0度、東経126.9度）で熱帯低気圧に降格した。

### 台風5号（ダン）
199605・06W
7月5日にマリアナ諸島付近で発生した熱帯低気圧は、発達して6日21時に同海域（北緯21.0度、東経145.7度）で台風5号になった。
台風は一時強い勢力にまで発達したものの、関東最接近時には中心気圧985hPa、最大風速25m/sの勢力にまで弱まっていた。

その後台風は12日15時に得撫島の東（北緯46.0度、東経151.5度）で温帯低気圧になった。

### 台風6号（イブ）
199606・07W
7月13日にマリアナ諸島で発生した熱帯低気圧は、発達して14日15時に同海域（北緯20.5度、東経141.5度）で台風6号になった。
18日には強い勢力で屋久島近海を通過。勢力を保ったまま薩摩半島に上陸した。

その後は瀬戸内海に進み、同海域（北緯34.2度、東経133.4度）で熱帯低気圧に変わった。

### 台風7号（フランキー）
199607・08W・イデン
7月20日に南シナ海で発生した熱帯低気圧は、発達して22日9時に海南島近海（北緯18.0度、東経111.3度）で台風7号になった。
台風は同日中に海南島を通過。23日にトンキン湾に抜け、勢力のピークを迎えた。

その後はベトナムに進み、ベトナム上空（北緯19.6度、東経108.0度）で熱帯低気圧に変わった。

### 台風8号（グロリア）
199608・09W・グロリン
7月21日にフィリピンの東で発生した熱帯低気圧は、発達しながら北上し、22日21時に同海域（北緯13.9度、東経128.2度）で台風8号になった。
台風は台湾をかすめ、福建省廈門市付近に上陸した。

その後、竜岩市付近（北緯25.5度、東経115.5度）で熱帯低気圧に変わった。

### 台風9号（ハーブ）
199609・10W・フアニン
1996年7月24日午前9時頃、サイパン島の北東海上で発生。発生地点の緯度は19.0°で、比較的高緯度だった。台風は29日、フィリピンの東海上で超大型で非常に強い勢力に発達。なお、27日午後3時頃からの72時間、勢力は依然、中心気圧940hPa・最大風速45m/sのままであった（この間、強風域は拡大し続けていた）。しかしその後、先島諸島に近い海域でさらに発達し、31日午前3時頃、合同台風警報センター（JTWC）による解析で、カテゴリー5に達した。台風は31日午後5時頃に、最盛期勢力で沖縄県西表島付近を通過し、8月1日に台湾に上陸後、中国大陸に上陸。台湾上陸時は、JTWCによる解析でカテゴリー4のスーパータイフーンであった。そして2日、揚子江下流域にて熱帯低気圧に変わった。

### 台風10号（ジョイ）
199610・12W
7月30日に日本のはるか南東で発生した熱帯低気圧は、発達し、8月1日3時に同海域（北緯28.4度、東経153.1度）で台風10号になった。

台風はその後北上したが、日本のはるか東（北緯33.6度、東経154.8度）で熱帯低気圧に変わった。

### 台風11号（リサ）
199611・14W
8月5日に南シナ海で発生した熱帯低気圧は、6日3時に同海域（北緯18.3度、東経113.9度）で台風11号になった。

台風はその後、広東省掲陽市付近（北緯24.2度、東経117.4度）で熱帯低気圧に変わった。

### 台風12号（カーク）
199612・13W
8月6日に沖縄近海で発生後、しばらくは沖縄付近を南下するなど複雑な動きをしていたが、11日頃からは進路を北寄りに変え、12日から13日にかけて沖縄本島に再接近。その後は発達しながら東シナ海を北上し、14日10時ごろに中心気圧960 hPa、最大風速40m/sという強い勢力で、熊本県熊本市付近に上陸した。台風は大分県国東市を経て周防灘へ抜け、同日15時には山口県徳山市（現在の周南市）に再上陸し、中国地方を通過して日本海に抜け、翌日6時半頃新潟県佐渡島を通過。9時には新潟県村上市付近に再々上陸した後、三陸沖へ抜けて16日に温帯低気圧に変わった。

### 台風13号（ニキ）
199613・18W・ルシン
8月17日にフィリピンの東で発生した熱帯低気圧は、18日15時に同海域（北緯17.9度、東経129.3度）で台風13号になった。

台風は19日から20日にかけてルソン島を通過。その後はベトナムに進み、ベトナム上空（北緯20.3度、東経102.4度）で熱帯低気圧に変わった。

### 台風14号（オルソン）
199614・19W
8月21日に日本の南で発生した熱帯低気圧は、23日9時に同海域（北緯23.3度、東経142.3度）で台風14号になった。
台風は一度東進したが、その場で停滞。28日から西進を始め、日本に接近。

9月3日21時、日本のはるか東（北緯43.1度、東経160.6度）で熱帯低気圧に変わった。

### 台風15号（パイパー）
199615・20W

### 台風16号（サリー）
199616・23W・マリン

### 台風17号（ヴァイオレット）
199617・26W・オサン
９月13日にフィリピンの東海上で発生後、勢力を強めながら北西のち北東へ進み、22日午前には強い勢力で八丈島の西海上を通過して、昼に関東地方を暴風域に巻き込み、午後には房総半島の東海上を北北東に進んだ。その後は三陸沖、北海道の東海上を進んでいき、23日に千島列島付近で温帯低気圧に変わった。

### 台風18号（トム）
199618・25W

### 台風19号（ウィリー）
199619・27W

### 台風20号（イェイツ）
199620・28W

### 台風21号（ゼイン）
199621・29W

### 台風22号（ベス）
199622・32W

### 台風23号（キャリオ）
199623・33W

### 台風24号（デイル）
199624・36W

### 台風25号（アーニー）
199625・37W・トヤン
| 順位 | 名称               | 国際名    | 年     | 南下幅 (緯度) |
| ---- | ------------------ | --------- | ------ | ------------- |
| 1    | 平成15年台風第18号 | Parma     | 2003年 | 8.9           |
| 2    | 平成29年台風第5号  | Noru      | 2017年 | 8.2           |
| 3    | 平成5年台風第27号  | Manny     | 1993年 | 7.5           |
| 3    | 平成16年台風第25号 | Muifa     | 2004年 | 7.5           |
| 5    | 昭和61年台風第14号 | Wayne     | 1986年 | 6.9           |
| 6    | 平成12年台風第15号 | Bopha     | 2000年 | 6.7           |
| 7    | 平成3年台風第20号  | Nat       | 1991年 | 6.6           |
| 8    | 平成8年台風第25号  | Ernie     | 1996年 | 6.4           |
| 9    | 平成30年台風第12号 | Jongdari  | 2018年 | 6.3           |
| 10   | 昭和39年台風第14号 | Kathy     | 1964年 | 6.2           |
| 10   | 昭和52年台風第12号 | Dinath    | 1977年 | 6.2           |
| 10   | 昭和59年台風第25号 | Bill      | 1984年 | 6.2           |
| 10   | 令和4年台風第11号  | Hinnamnor | 2022年 | 6.2           |

### 台風26号（ファーン）
199626・42W